# Santa Margalida
Santa Margalida (hiszp. Santa Margarita)  – gmina w Hiszpanii, w prowincji Baleary, we wspólnocie autonomicznej Balearów, o powierzchni 86,51 km². W 2011 roku gmina liczyła 11 922 mieszkańców.